# Brännvinskrigen

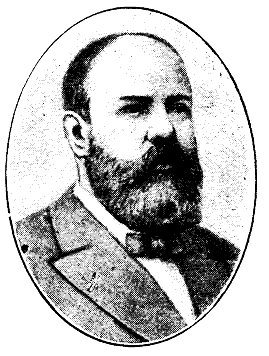
Lars Olsson Smith

Brännvinskrigen (1870-1883) var en maktkamp som huvudsakligen utkämpades mellan "brännvinskungen" Lars Olsson Smith och Stockholms utskänkningsaktiebolag. Detta utskänkningsbolag fick 1876 tillstånd till utskänkning och försäljning av brännvin och andra destillerade drycker. Deras destillerier dominerade branschen tills L.O Smith gav sig in i samma bransch och utkonkurrerade Stockholms utskänkningsbolag med sin brännvinsfabrik i Reimersholme i Stockholm. Dessa aktörer var Sveriges största brännvinshandlare i maktkampen som pågick under en tid från att husbehovsbränningen förbjöds 1855 till att spritdrycker kom att monopoliseras 1910.

## Bakgrunden till konflikten
Lars Olsson Smith var en affärsman som på 1850-talet startade brännerier i både Blekinge och Skåne innan han etablerade en anläggning på Reimersholme i Stockholm. Anläggningen ansågs som modern och höll låg halt av finkel, vilket genererade stora vinster för Smith.
Smith var övertygad om att finkelhalten var orsak till att människor blev "galna" av för mycket sprit. Han introducerade Absolut Rent Brännvin och använde sig av en produktionsmetod som kallas kontinuerlig destillation som än idag används på marknaden. Metoden hämtade Smith från Frankrike, där han deltagit i flera internationella konferenser kring produktionen av brännvin. Finkelfritt konsumtionsbrännvin var en nyhet i Sverige, där brännvinstillverkningen tidigare gav illasmakande och hälsofarlig sprit. Smith lade grunden till ett modernt brännvin. Hans produktionsmetod konkurrerade ut de kommunala brännerierna och Smith lade i princip hela marknaden under sig. 
Konkurrensen var hård inom branschen. Kommunstyrda bolag hade i princip skaffat sig monopol på brännvinstillverkningen, och många politiker i Stockholms stad hade egna ekonomiska intressen i Stockholms utskänkningsaktiebolag. De försökte motarbeta Smith och stoppa hans framfart på marknaden genom politiska beslut. För att skydda sin verksamhet placerade Smith sina anläggningar på Reimersholme, som då låg utanför Stockholms stads gränser. Det var denna konflikten som gav upphov till begreppet "brännvinskrig" mellan Stockholms utskänkningsbolag och L.O Smith. 

## Smith står som vinnare
Smiths koncept för att bli framstående inom branschen var att rationalisera produktionen så att spriten kunde renas och kostnaderna sänkas. Han lockade även kunder genom att erbjuda gratis resa för passagerare mellan Stockholm och Fjäderholmarna med uppvärmda båtar. Ombord sålde han sina närproducerade brännvinsflaskor, och på ett 9 månaders intervall sålde han över en miljon liter av sitt renade brännvin, enbart på dessa båtar. En kannabrännvin (2,6 liter) kostade 1,75 kronor. Hans tillverkning fick snabbt spridning och hans sprit blev omtalad med tanke på dess billiga pris, dessa uppfriskande smak och framförallt att han hade skapat absolut rent brännvin, fritt från finkel.
L.O Smiths nästa drag som resulterade i stora rikedomar skedde när han sålde sin tillverkning under förutsättningen att samtliga krogar i Stockholm skulle servera hans renade sprit. Stockholms utskänkningsbolag kunde inte konkurrera med Smith som i princip hade tagit över hela marknaden. I och med detta stod han som erkänd vinnare och 1879 gjorde han en uppgörelse med det besegrade utskänkningsbolaget om att starta ett gemensamt aktiebolag.

## Fortsatta påtryckningar från utskänkningsbolaget
Trots Utskänkningsbolagets bekända förlust och den uppgörelsen man fick av Smith så fortsatte man med sina påtryckningar för att försöka störta brännvinskungen. Många av aktieägarna i det nya gemensamma bolaget ville få bort honom. Men man lyckades inte att få honom att sälja aktierna eller försätta honom i konkurs. Däremot lyckades man få in ett krav att Smith inte skulle ha rösträtt i styrelsen under en viss tid, utan han fick istället representeras av två andra personer, nämligen ordföranden och kassadirektören i Styrelsen. Påtryckningarna fortsatte och eskalerade. När Smith befann sig på utlandsresa så begärde man en extra bolagsstämma inom det gemensamma bolaget. Målet var att utnyttja Smiths frånvaro för att kunna upplösa företaget och därmed kunna bilda ett nytt, utan dennes medverkan. Smith hann till slut sätta stop för detta då han gick samman med flertal journalister för att uppmärksamma företagets agerande mot honom. Därmed misslyckades bolagskuppen och ordningen återställdes snabbt.

### Andra delen av brännvinskriget
Smiths storskaliga produktion fortsatte att expandera, vid den här tiden hade Smith en enorm fabrik i Kristianstad som bara den hade en produktionskapacitet på en miljon liter 96%-sprit i månaden. Parallellt med detta försökte fortfarande Stockholms stad, privatpersoner och delarna av Utskänkningsbolaget som fanns kvar i Stockholm att förhindra Smiths försäljning i huvudstaden. I och med detta förklarade han krig, det andra brännvinskriget hade börjat. Första delen av brännvinskriget utspelade sig framförallt på Reimersholme utanför Stockholm, denna konflikt kom att ta vid på Fjäderholmarna, en ögrupp tillhörande Lidingö kommun, nära centrala Stockholm, där Smith tidigare hade sålt sin sprit. Smith hade däremot samma koncept gällande försäljning och reklam. Gratis båtresor till butiken, billig prissättning och stora annonser. En kanna brännvin (2,6 liter) kostade 1,75 kronor även vid denna tidpunkt, vilket skulle visa sig att vara ett fortsatt bra koncept.

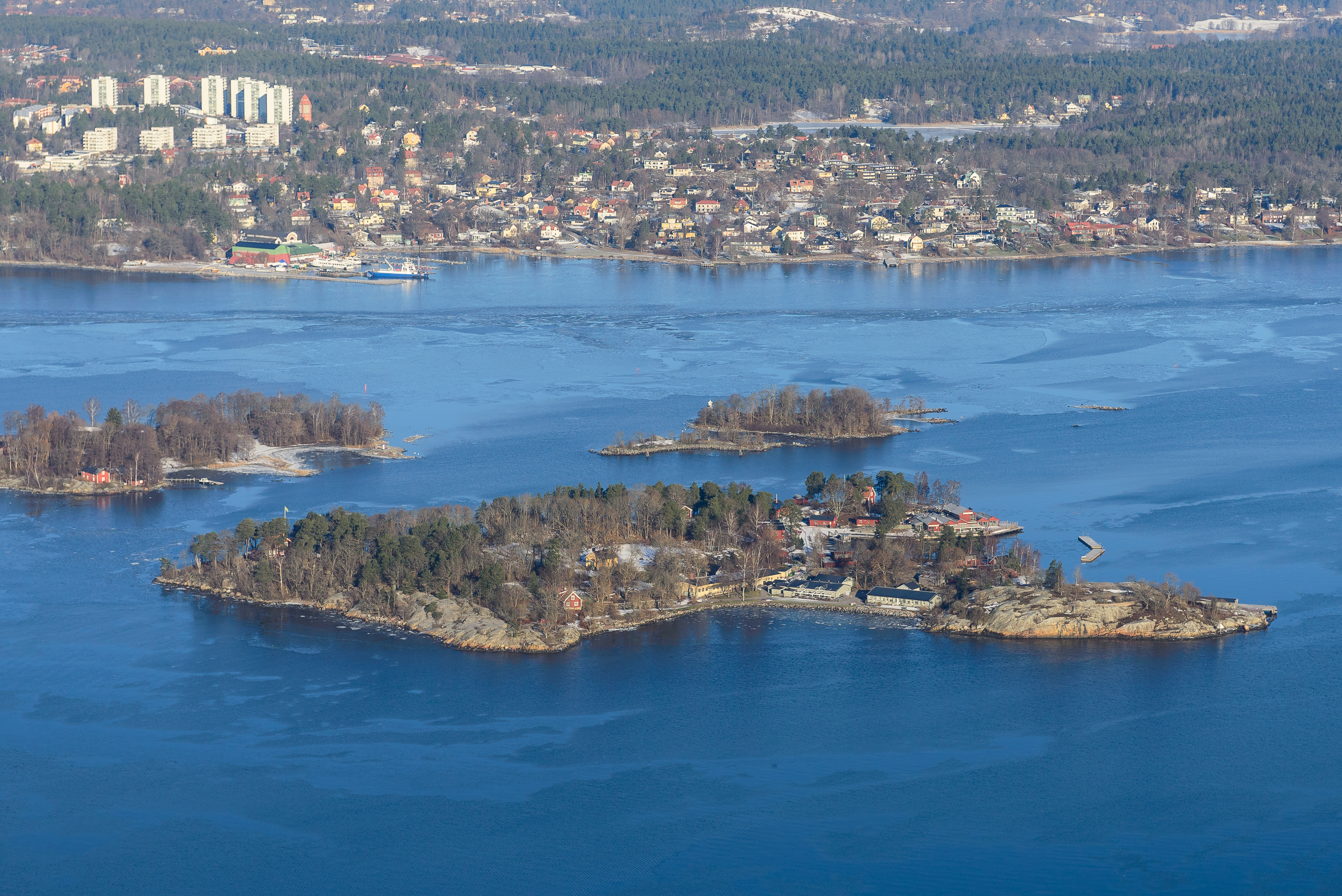
Fjäderholmarna

Båtarna ut till Fjäderholmsöarna var fullastade med människor och försäljningen gick exceptionellt bra för Smith. Köerna på öarna blev så pass långa att poliser var tvungna att utkommenderas, Smiths brännvinsimperium var vid den här tiden med andra ord enormt. Konflikten fick sitt slut 1883 i samband med att Stockholms myndigheter lyckades få Lidingö kommun att inte förnya Smiths försäljningstillstånd genom hot om ekonomiska sanktioner. Men vid den här tiden var redan förlusterna för Smiths konkurrenter oerhörda.
Smith fortsatte att kontrollera brännvinsmarknaden med framförallt sina anläggningar i södra Sverige, överskottet exporterade han utomlands, till framförallt Spanien. Detta var del av en noga utvald strategi som gjorde Smith ännu mer dominant inom branschen när han nu började verka internationellt.